# 斗牛 (中國神獸)
斗牛（注音：ㄉㄡˇ　ㄋ｜ㄡˊ，拼音：dǒu niú），中國傳說中的神獸，屬虬螭類，牛頭，身上有龍鱗。《宸垣識略》記載：「西內海子中有斗牛，即虬螭之類，遇陰雨作雲霧，常蜿蜒道旁，及金鰲玉蝀坊之上」。明朝有斗牛紋的賜服。中國傳統建築上的脊獸，斗牛是其中之一。